# 堀川町 (台北市)
堀川町（ほりかわちょう）は、日本統治時代の台湾における町名。堀川（現・新生南、北路）の東に位置した。おおよそ現在の大安区の仁愛路と新生南路の一帯が含まれる。この地域は日本統治時代の晩期に新興住宅地として発展し、戦没者遺族の住宅が建てられた。

## 町内の施設
- 幸国民学校（現・幸安国小）
- 堀川町派出所（現・大安分局）